# Sonya Belousova
Sonya Belousova (in russo Соня Белоусова?; Leningrado, 4 febbraio 1990) è una compositrice e pianista russa naturalizzata statunitense.

## Biografia
Bambina prodigio, all'età di 13 anni Sonya Belousova è stata insignita di un riconoscimento dal Ministero della Cultura russo per i suoi risultati eccezionali nella composizione musicale. Sonya Belousova è risultata vincitrice di concorsi internazionali di composizione e pianoforte. Dal 2019 compone perlopiù insieme a Giona Ostinelli, che sul web ha finito per condividere con lei il sito ufficiale.

## Filmografia
- Dexter – serie TV (2006)
- Indigenous, regia di Alastair Orr (2014)
- La nebbia – serie TV (2017)
- The Witcher – serie TV (2019)
- One Piece – serie TV (2023)

## Riconoscimenti
- 2002: Premio Sergei Slominsky

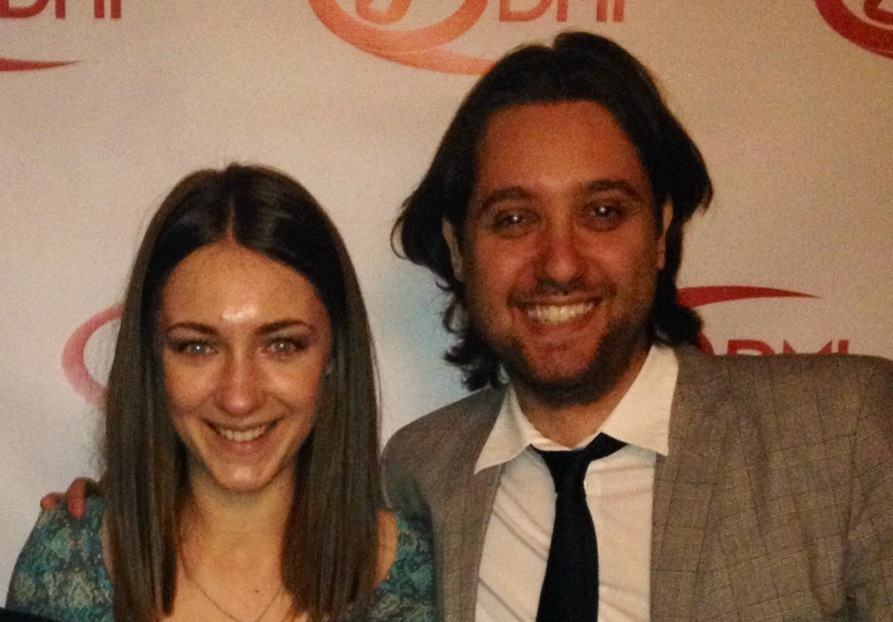
Sonya Belousova con Giona Ostinelli nel 2014

- 2003: Competizione internazionale Valery Gavrilin
- 2003: Premio del Ministero della Cultura russo
- 2004: Competizione internazionale Anton Rubinstein
- 2004: Competizione internazionale Valery Gavrilin
- 2005: Competizione internazionale Valery Gavrilin
- 2007: Competizione Rodion Ščedrin
- 2013: Geekie Award
- 2014: International Academy of Web Television Award
- 2015: International Academy of Web Television Award
- 2015: Telly Award